# Gael Sandoval
Walter Gael Sandoval Contreras (* 5. November 1995 in Guadalajara, Jalisco) ist ein mexikanischer Fußballspieler, der vorwiegend im Mittelfeld agiert.

## Laufbahn
Der gebürtige Tapatío wurde in den Nachwuchsabteilungen seiner Heimatvereine Club Deportivo Oro und CD Estudiantes Tecos ausgebildet und kam bei den Tecos auch zu seinem ersten Profieinsatz. 2012 wechselte er zum Club Santos Laguna, in dessen Nachwuchsabteilungen er regelmäßig zum Einsatz kam. 2014 wurde er auch in den Kader der ersten Mannschaft aufgenommen, kam aber zu keinem Einsatz.
Um ihm Spielpraxis zu verschaffen, wurde Sandoval für die Saison 2015/16 an den Zweitligisten FC Juárez ausgeliehen, mit dem er die Meisterschaft der Apertura 2015 gewann. Durch diesen Wechsel gelang ihm ein immenser Sprung, denn nach seiner Rückkehr zum Club Santos Laguna gehörte er zu den Stammspielern des Vereins und absolvierte in anderthalb Jahren insgesamt 48 Einsätze in der höchsten mexikanischen Spielklasse. 
Zum Jahresbeginn 2018 wechselte Sandoval zum Club Deportivo Guadalajara, mit dem er die CONCACAF Champions League 2018 gewann und sich somit für die im selben Jahr ausgetragene FIFA-Klub-Weltmeisterschaft qualifizierte, bei der die Mannschaft ein enttäuschendes Turnier absolvierte und mit dem sechsten Rang die bisher schlechteste Platzierung einer mexikanischen Mannschaft bei der FIFA-Klub-Weltmeisterschaft erzielte. Doch im Spiel um den fünften Platz erzielte Sandoval immerhin per Strafstoß den Führungstreffer gegen Espérance Tunis, ehe das Spiel nach einem 1:1-Endstand im anschließenden Elfmeterschießen (in dem Sandoval nach seiner Auswechslung in der 64. Minute nicht mehr antreten konnte) verloren wurde.
Seit Anfang 2021 steht Sandoval beim neu gegründeten Mazatlán FC unter Vertrag.

## Spitzname
Sandoval ist auch unter dem Spitznamen El Italiano bekannt, den er 2013 bei einem in Italien ausgetragenen U-17-Fußballturnier erhielt, an dem er mit seinem damaligen Verein Santos Laguna teilnahm und bei dem er drei Tore erzielte. Dadurch zog er die Aufmerksamkeit von Talentscouts der AS Rom auf sich, bei denen er anschließend ein zweitägiges Probetraining absolvierte.

## Erfolge
- Sieger der CONCACAF Champions League: 2018 (mit Deportivo Guadalajara)
- Mexikanischer Zweitligameister: Apertura 2015  (mit FC Juárez)